# Campionato scozzese di scacchi
Il campionato scozzese di scacchi si svolge dal 1884 in Scozia per determinare il campione nazionale di scacchi.
È organizzato dalla Federazione scacchistica scozzese, oggi nota come "Chess Scotland" (precedentemente "Scottish Chess Association").
In origine il campionato si svolgeva per inviti ed era riservato a giocatori nati o residenti in Scozia, ma in alcune edizioni veniva invitato qualche giocatore non  scozzese di alto livello per facilitare l'acquisizione di titoli scacchistici da parte dei giocatori scozzesi.
Dal 2008 il torneo ha preso la forma di un open internazionale su nove turni, in cui viene dichiarato campione della Scozia il giocatore scozzese meglio classificato. Al torneo del 2009, svoltosi a Edimburgo, parteciparono nove Grandi maestri. Il campionato del 2014 è stato incorporato con il campionato del Commonwealth e si è svolto a Glasgow.

## Albo dei vincitori
Nota: Il campionato non è stato disputato dal 1916 al 1919 (a causa della prima guerra mondiale e dal 1940 al 1945 (a causa della seconda guerra mondiale).
- 1884 – John Crum [2]
- 1885 – Daniel Yarnton Mills
- 1886 – Georges Emile Barbier
- 1887 – Daniel Yarnton Mills
- 1888 – George H. Mackenzie
- 1889 – James Marshall
- 1890 – William Neish Walker
- 1891 – John D Chambers
- 1892 – Daniel Yarnton Mills
- 1893 – William Neish Walker
- 1894 – Sheriff Walter Cook
- 1895 – Daniel Yarnton Mills
- 1896 – Daniel Yarnton Mills
- 1897 – Daniel Yarnton Mills
- 1898 – George B. Fraser
- 1899 – Daniel Yarnton Mills
- 1900 – Daniel Yarnton Mills
- 1901 – Ronald C Macdonald
- 1902 – E Macdonald
- 1903 – James Borthwick
- 1904 – Ronald C Macdonald
- 1905 – Ronald C Macdonald
- 1906 – Ronald C Macdonald
- 1907 – William Gibson
- 1908 – AJ Mackenzie
- 1909 – AJ Mackenzie
- 1910 – George W Richmond
- 1911 – JA McKee
- 1912 – William Gibson
- 1913 – AJ Mackenzie
- 1914 – William Gibson
- 1915 – Carrick Wardhaugh
- 1920 – P Wenman
- 1921 – William Gibson
- 1922 – William Gibson
- 1923 – William Gibson
- 1924 – C Heath
- 1925 – G Page
- 1926 – JA McKee
- 1927 – Ronald C Macdonald
- 1928 – Ronald C Macdonald
- 1929 – William Gibson
- 1930 – William Gibson
- 1931 – William Gibson
- 1932 – William Fairhurst
- 1933 – William Fairhurst
- 1934 – William Fairhurst
- 1935 – James M. Aitken
- 1936 – William Fairhurst
- 1937 – William Fairhurst
- 1938 – William Fairhurst
- 1939 – Max Pavey
- 1946 – William Fairhurst
- 1947 – William Fairhurst
- 1948 – William Fairhurst
- 1949 – William Fairhurst
- 1950 – PB Anderson
- 1951 – Alexander A Thomson
- 1952 – James M. Aitken
- 1953 – James M. Aitken
- 1954 – PB Anderson
- 1955 – James M. Aitken
- 1956 – James M. Aitken
- 1957 – James M. Aitken
- 1958 – James M. Aitken
- 1959 – Peter Coast
- 1960 – James M. Aitken
- 1961 – James M. Aitken
- 1962 – William Fairhurst
- 1963 – M Fallone
- 1964 – AM Davie
- 1965 – James M. Aitken, PM Jamieson
- 1966 – AM Davie
- 1967 – G Bonner
- 1968 – David Levy
- 1969 – AM Davie
- 1970 – G Bonner
- 1971 – Roddy McKay, E Holt
- 1973 – PM Jamieson
- 1974 – Roddy McKay
- 1975 – DNL Levy, S Swanson
- 1976 – Roddy McKay
- 1977 – CW Pritchett
- 1978 – Paul Motwani
- 1979 – Roddy McKay
- 1980 – Danny Kopec
- 1981 – G Morrison
- 1982 – Roddy McKay
- 1983 – Colin McNab
- 1984 – CSM Thomson
- 1985 – Roddy McKay, ML Condie
- 1986 – Paul Motwani
- 1987 – Paul Motwani
- 1988 – Roddy McKay
- 1989 – ML Condie
- 1990 – SR Mannion
- 1991 – Colin McNab
- 1992 – Paul Motwani
- 1993 – Colin McNab, Paul Motwani
- 1994 – Jonathan Parker
- 1995 – Colin McNab, John Shaw, SR Mannion
- 1996 – DM Bryson
- 1997 – DM Bryson
- 1998 – John Shaw
- 1999 – Jonathan Rowson
- 2000 – John Shaw, AJ Norris
- 2001 – Jonathan Rowson
- 2002 – Paul Motwani
- 2003 - Paul Motwani, Ketevan Arachamija
- 2004 – Jonathan Rowson
- 2005 – Craig Pritchett
- 2006 – Jonathan Grant
- 2007 – Andrew Muir
- 2008 – Alan Tate
- 2009 – Iain Gourlay [3]
- 2010 – Andrew Greet
- 2011 – Ketevan Arachamija
- 2012 – Jacob Aagaard
- 2013 – Roddy McKay
- 2014 – Alan Tate
- 2015 – Neil Berry [4]
- 2016 – Matthew Turner
- 2017 – Murad Abdulla [5]
- 2018 – Murad Abdulla
- 2019 – Matthew Turner [6]
- 2020 - Pandemia
- 2021 - Pandemia
- 2022 - Murad Abdulla
- 2023 - Edwin Spencer
- 2024 - Andrew Greet

## Campioni di scacchi per corrispondenza scozzese
Nel 1977 è stata fondata la SCCA (Scottish Correspondence Chess Association)  che ogni anno organizza i campionati nazionali con questa modalità.
1. C.J. Morrison (1979-1980)
2. Douglas Bryson (1980-1981)
3. Philip Giulian (1981-1982)
4. Philip Giulian (1982-1983)
5. Philip Giulian - Graham Morrison (1983-1984)
6. Alan Norris (1984-1985)
7. Alan Norris (1984-1986)
8. Tim Wickens (1985-1987)
9. Alan Norris (1986-1988)
10. Alan Shaw (1987-1989)
11. George Sprott (1988-1990)
12. Tommy Craig (1989-1991)
13. P. McGowan (1990-1992)
14. Nicholas Down (1991-1993)
15. Chris Boyle (1993-1994)
16. C.C. McKay - Joe Watson (1994-1995)
17. Simon Gillam - Joe Watson (1995-1996)
18. (1996-1997)
19. C.J. lennox - Iain Mackintosh (1997-1998)
20. Simon Gillam (1998-1999)
21. C.J. Lennox - Thomas Thomson (1999-2000)
22. Richard Beecham (2000-2001)
23. Richard Beecham (2001-2002)
24. Alan Brown (2002-2003)
25. Alan Brown (2003-2004)
26. Alan Brown - Iain Mackintosh - Ian Reeman (2004-2005) [8]
27. Iain Mackintosh (2005-2006) [9]
28. Richard Beecham (2006-2007) [10]
29. Richard Beecham (2007-2008) [11]
30. A.G. Dawson 2008-2009)  [12]
31. David Cumming - A.G. Dawson - Iain Mackintosh (2009-2010)  [13]
32. Stuart Graham (2010-2011)  [14]
33. Iain Mackintosh (2011-2012)  [15]
34. Iain Mackintosh (2012-2013)  [16]
35. David Cumming (2013-2014)  [17]
36. Eoin Campbell - Geoffrey Lloyd -  Robert Montgomery (2014-2915) [18]
37. Iain Mackintosh (2015-2016)  [19]
38. David Cumming (2016-2017)  [20]
39. David Cumming - Iain Mackintosh - Clide Murden (2017-2018)  [21]
40. David Cumming - Iain Mackintosh (2018-2019)  [22]
41. Iain Mackintosh (2019-2020)  [23]
42. Michael Blake - David Cumming (2020-2021)  [24]
43. Allan Buchan (2021-2022)  [25]
44. Robert Montgomery - Iain Sneddon (2022-2023)  [26]
45. Allan Buchan - Iain Sneddon (2023-2024)  [27]